# PRIDE武士道
PRIDE武士道（プライドぶしどう）は、ドリームステージエンターテインメントが運営する日本の総合格闘技イベント「PRIDE」の新たなシリーズ。

## 概要
2003年10月5日に旗揚げ大会を行なった。「武士道」のシリーズ名は日本人選手の奮起を期待して名付けたとされる。またBUSHIDOは、PRIDE統括本部長の高田延彦が代表取締役社長を務めたプロレス団体「UWFインターナショナル」が海外でテレビ放映されたときの番組名だったという由縁がある。

## 歴史
初期の武士道シリーズでは、日本人選手の育成、中軽量級選手にスポットを当てること、中堅外国人選手に試合の機会を与える、PRIDEシリーズでは行なえない実験を行なうとして、このコンセプトを一言で「格闘技のおもちゃ箱」と言い表した。運営面では、総合格闘技イベントDEEP代表の佐伯繁が「自称アシスタント・ディレクター」に就任して協力することとなった。佐伯は、イベント開催のみならず、格闘技界に幅広い人脈を持ち、選手のマネージメント業務を行なったり、アイデアマンでも知られる人物で、2005年には正式にDSEの広報に就任した。そして、日本人対外国人のチーム対抗戦、覆面プロレスラーのドス・カラス・ジュニア、武士道挑戦試合と銘打たれたデビュー戦などコンセプトを実現する様々な企画が行なわれた。
武士道挑戦試合でデビューした外国人選手からは、セルゲイ・ハリトーノフ、エメリヤーエンコ・アレキサンダー、チェ・ムベといった重量級の有望選手が発掘されたものの、急ごしらえのチームによる対抗戦には熱が生まれず、PRIDEの中堅選手の参戦は、武士道シリーズがPRIDEシリーズの二軍という印象をファンに与えることとなった。DSEが武士道のエースと目論んだ桜井"マッハ"速人が旗揚げ大会で欠場し、その後も体重の増量の影響で精彩を欠いたこと、また中軽量級の選手にPRIDEファンの馴染みがないことから、ミルコ・クロコップやヴァンダレイ・シウバといったPRIDEシリーズのスター選手を興行の目玉として起用せざるを得なかったことが、ますますPRIDEシリーズとの差別化が出来なくなってしまった。観客動員は満足できる数字ではなく、こうした状況にDSEも危機感を抱き、2004年7月19日に開催された「PRIDE 武士道 -其の四-」では、DSEの榊原信行社長が、内容次第ではシリーズの打ち切りの可能性を示唆して、選手の奮起を促したほどである。
しかし、武士道シリーズも回数を重ねるうちに、中軽量級の日本人選手に馴染みのなかったファンも徐々に選手を認知していくようになっていた。第2回大会から参戦した修斗出身の五味隆典は、6連続1ラウンド一本勝ちを成し遂げて武士道シリーズのエースに成長、パンクラス出身の美濃輪育久は特異なキャラクターとパフォーマンスで抜群の会場人気を誇った。そして、DSEとライバル関係にある打撃系格闘技イベントのK-1が総合格闘技へ進出して、2005年3月からHERO'Sという新イベントを立ち上げた状況も手伝って、DSEは武士道シリーズを中軽量級への特化を決意。2005年5月22日の第7回大会「其の七」よりコンセプトを中軽量の大会と明瞭化して、リニューアルを行なった。修斗、DEEP、UFC、ZSTなどを主戦場としていた中軽量級の強豪選手を参戦させて重量級選手中心のPRIDEとの差別化に成功。同年9月25日には初のトーナメントを開催した武士道は独自の魅力の発信して、満員となった会場にはかつてなかった熱が生まれるようになった。
武士道シリーズは2006年11月5日に開催された『PRIDE 武士道 -其の十三-』を最後にいったん休止となる（五味の王座獲得など一定の成果を上げたこと及び2007年のGPがライト級で開催されるための発展的解消といわれているが、地上波の消滅や海外進出によって開催が困難になったということもあるであろう）。

## ルール
基本的なルールはPRIDEシリーズに準ずる（詳細はPRIDEの項を参照）。
ラウンド制は、1ラウンドが10分、2ラウンドが5分の2ラウンド制を採用している。武士道挑戦試合は5分2ラウンドである。
階級制は、ウェルター級を83kg未満、ライト級を73kg未満とDSEは定めている。UFC、修斗、HERO'Sといった他の格闘技大会が70kg級を区分にしているのに対して、73kgは世界標準と食い違うと指摘する声がある。これに対して、榊原DSE代表は、93kgから73kgまで10kgを区切りとしたPRIDEの階級制が世界標準になっていくと自信を見せた。DSEと提携する日本レスリング協会が2005年に新たにオリンピック競技も目指すとして提唱した関節技ありのレスリング、パンクラチオンではPRIDEと同様の10kgごとの体重制となっており、73kgが区切りとなっている。

## 大会一覧

### 2003年
- PRIDE 武士道（2003年10月5日、さいたまスーパーアリーナ）

### 2004年
- PRIDE 武士道 -其の弐-（2004年2月15日、横浜アリーナ）
- PRIDE 武士道 -其の参-（2004年5月23日、横浜アリーナ）
- PRIDE 武士道 -其の四-（2004年7月19日、名古屋レインボーホール）
- PRIDE 武士道 -其の伍-（2004年10月14日、大阪城ホール）

### 2005年
- PRIDE 武士道 -其の六-（2005年4月3日、横浜アリーナ）
- PRIDE 武士道 -其の七-（2005年5月22日、有明コロシアム）
- PRIDE 武士道 -其の八-（2005年7月17日、名古屋レインボーホール）
- PRIDE 武士道 -其の九-（2005年9月25日、有明コロシアム）
- PRIDE 男祭り 2005 頂-ITADAKI-（2005年12月31日、さいたまスーパーアリーナ）

ウェルター級トーナメント 決勝戦
ダン・ヘンダーソン vs ムリーロ・ブスタマンチ
ともにミドルから転向した強豪2人が激突。2年前リベンジを狙うブスタマンチは序盤から積極的に攻め続け、1R後半にはサッカーボールキックを連発するなどあわやという場面をつくったが、2R終盤にダンがフックをヒットさせ、そのまま倒れたブスタマンチを押さえ込み僅差の判定勝ち。ダンが執念の勝利をもぎとり、念願のチャンピオンベルトを手に入れた。
ライト級トーナメント 決勝戦
五味隆典 vs 桜井"マッハ"速人
アメリカ・シアトルで試合前の調整を行うことを恒例としていたマッハが、試合直前に右膝の靭帯を損傷するというアクシデントに見舞われた。スタンドでは互角に打ち合うものの、投げが崩れてグラウンドの展開になると全く足が利かず、バックマウントを奪った五味が強烈なパウンドでダメージを与え、スタンドに戻った直後に足元が覚束ないマッハに左右の強打をヒットさせてKO。五味が初の日本人PRIDE王者となった。

### 2006年
- PRIDE 武士道 -其の拾-（2006年4月2日、有明コロシアム）
- PRIDE 武士道 -其の十一-（2006年6月4日、さいたまスーパーアリーナ）
- PRIDE 武士道 -其の十二-（2006年8月26日、名古屋総合体育館レインボーホール）
- PRIDE 武士道 -其の十三-（2006年11月5日、横浜アリーナ）